# کامین (بورگ شتارگارد)
کامین (به آلمانی: Cammin) یک منطقهٔ مسکونی در آلمان است که در بورگ اشتارگارد واقع شده‌است. کامین ۲۹۸ نفر جمعیت دارد.